# Petroplax curvicosta
Petroplax curvicosta är en nattsländeart som beskrevs av Scott 1955. Petroplax curvicosta ingår i släktet Petroplax och familjen krumrörsnattsländor. Inga underarter finns listade i Catalogue of Life.